# 安德洛尼卡四世

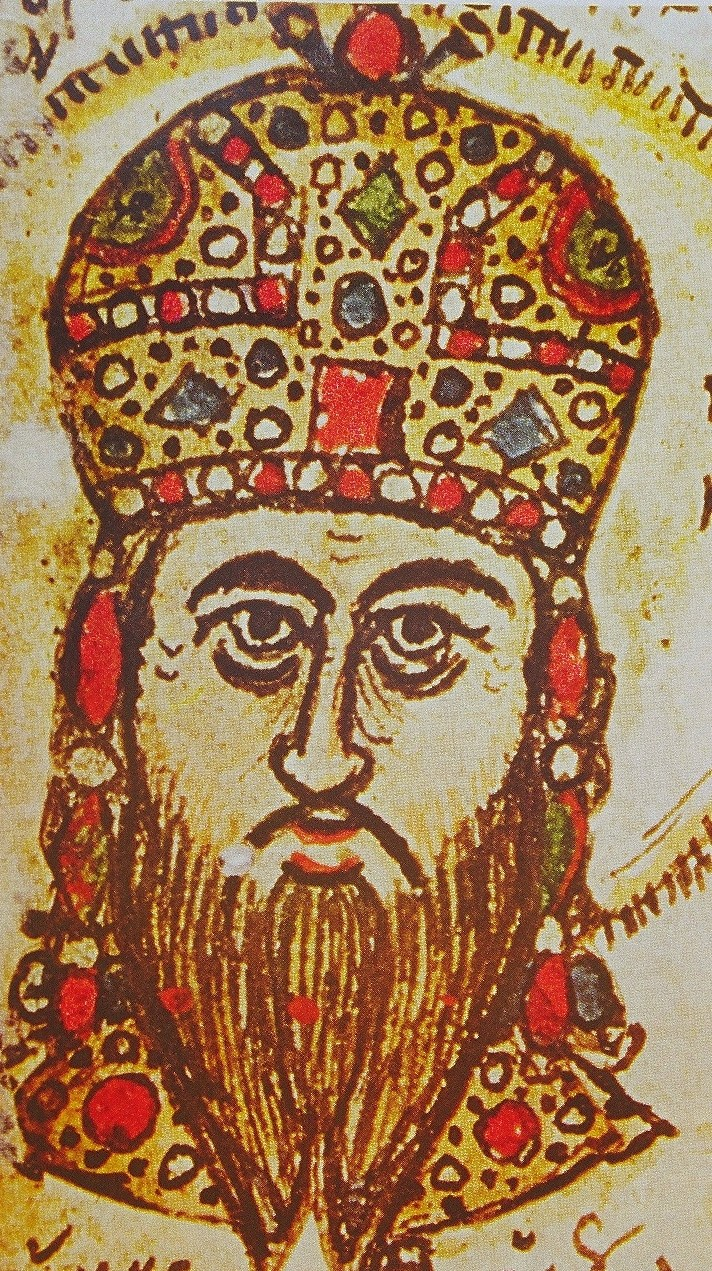
安德洛尼卡四世畫像

安德洛尼卡四世·巴列奥略（英語：Andronikos IV Palaiologos，（1348年4月2日—1385年6月28日））是巴列奥略王朝的拜占庭帝國皇帝，於1376年至1379年在位。
| 前任： 約翰五世 | 拜占庭皇帝 1376年－1379年 | 繼任： 約翰五世 |